# Rejon chmielnicki (1923–2020)

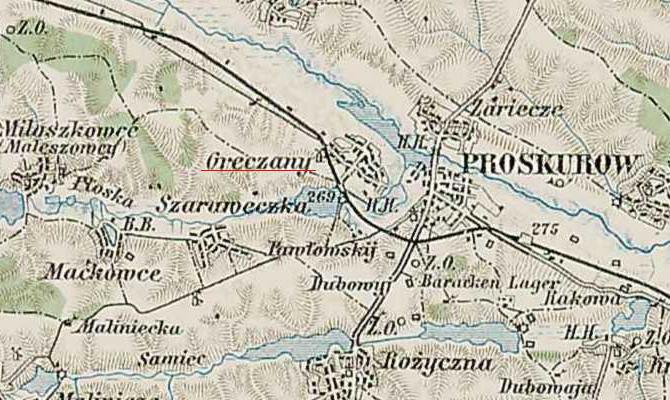
Rejon na austro-węgier. mapie 1910

Rejon chmielnicki – jednostka administracyjna wchodząca w skład obwodu chmielnickiego Ukrainy.
Siedzibą władz rejonu jest Chmielnicki.
Na terenie rejonu znajdują się 1 osiedlowa rada i 38 silskich rad, obejmujących w sumie 77 miejscowości.

## Spis miejscowości
- Andrejkowce (Андрійківці)
- Antonówka (Антонівка)
- Arkadiowce (Аркадіївці)
- Bachmatowce (Бахматівці)
- Brzeżanka (Бережанка)
- Bogdanowce (Богданівці)
- Chodakowce (Ходаківці)
- Chomińce (Хоминці)
- Czabany (Чабани)
- Czarny Ostrów (Чорний Острів)
- Czerwona Zorka (Червона Зірка)
- Czerepówka (Черепівка)
- Czerepowa (Черепова)
- Dawidkowce (Давидківці)
- Daniuki (Данюки)
- Dobrogorszcz[2] (Доброгорща)
- Heletyńce (Гелетинці)
- Hnatowce (Гнатівці)
- Hruździewica (Грузевиця)
- Hryniowce Lasowe[3] (Лісові Гринівці)
- Hryniowce Polne[4] (Польові Гринівці)
- Hwardijśke (Felsztyn, Гвардійське)
- Iwankowce[5][6]  (Іванківці)
- Iwaszkowce (Івашківці)
- Kalinówka Wielka (Велика Калинівка)
- Karpowce (Карпівці)
- Katerynówka (Катеринівка)
- Klimaszówka (Климашівка)
- Kłymkiwci[7] (Климківці)
- Kołybań (Колибань)
- Kołybań Mała (Мала Колибань)
- Kopystyn (Копистин)
- Kraczki (Крачки)
- Kudryńce (Кудринці)
- Lapińce (Ляпинці)
- Łapkowce (Лапківці)
- Małaszowce (Малашівці)
- Malinicze (Малиничі)
- Malinówka (Манилівка)
- Martynówka (Мартинівка)
- Marianówka (Мар'янівка)
- Masowce (Масівці)
- Maćkowce (Мацьківці)
- Mikołajów (Миколаїв)
- Mołomolińce (Моломолинці)
- Naftułówka (Нафтулівка)
- Niemińczyńce (Немичинці)
- Oleszyn (Олешин)
- Oleszkowce (Олешківці)
- Ostaszki (Осташки)
- Orlińce Małe (Малі Орлинці)
- Parchomowce (Пархомівці)
- Paszkowce (Пашківці)
- Pedosy (Педоси)
- Peczeski (Печеськи)
- Pirogowce (Пирогівці)
- Polowi Hryniwci (Польові Гринівці)
- Rajkowce (Райківці)
- Redwińce (Редвинці)
- Ryżulińce (Рижулинці)
- Rzadkoduby (Рідкодуби)
- Rozsosza[8] (Розсоша)
- Różyczanka (Ружичанка)
- Spiczyńce[9] (Шпичинці)
- Stawczyńce (Ставчинці)
- Strichiwci (Стріхівці)
- Stufczyńce (Стуфчинці)
- Skarzyńce (Скаржинці)
- Szaróweczka (Шаровечка)
- Szumowce (Шумівці)
- Tereszowce (Терешівці)
- Tyranówka (Тиранівка)
- Wezdeńki (Везденьки)
- Wołkowce Niższe[10] (Нижчі Вовківці)
- Wołkowce Wyższe[11] (Вищі Вовківці)
- Wilcza Góra (Вовча Гора)
- Wodyczki (Водички)
- Wołycia (Волиця)
- Zacharowce (Захарівці)
- Żuczkowce[12] (Жучківці)

## Zobacz
- Rejon chmielnicki (obwód chmielnicki)